# Helosciadium repens
Helosciadium repens — вид квіткових рослин з родини окружкових (Apiaceae). Ареал: Австрія, Бельгія, Словаччина, Данія, Франція, Німеччина, Велика Британія, Угорщина, Італія, Марокко, Нідерланди, Польща, Португалія, Іспанія, Швейцарія.

## Середовище
Росте на вологих, іноді затоплюваних ґрунтах, на солончаках, на берегах стоячих водойм, а також у рудеральних місцях проживання, в канавах, каналах і рідко на полях. Потребує переважно карбонатних, піщаних і глинистих ґрунтів. Він може тривалий час переживати затоплення, і в цьому випадку зовнішній вигляд рослини змінюється.

## Біоморфологічний опис
Багаторічна рослина 10–30 см заввишки. Стебла лежачі, порожнисті, укорінені у вузлах, плавучі у воді, листки перисто-складні з 2–5 парами яйцеподібних або округлих, 5–15 мм завдовжки, листочки з нерівною зубчастістю, кінцева листочка 3-лопатева. Суцвіття — зонтик. Квітки дрібні, білі або зеленуваті. Плоди яйцеподібні, довжиною 1 мм, темно-коричневі блискучі. Цвіте нерегулярно в залежності від кліматичних умов конкретного року.